# Pascal Paoli
Pascal Paoli, také Pasquale Paoli (6. dubna 1725 Morosaglia – 5. února 1807 Londýn), byl korsický nacionalista a revolucionář.

## Život
Paoliho otec Chacinto Paoli byl prvním ministrem během krátkého trvání korsického království za panování krále Theodora I.
Pascal sloužil v korsické gardě neapolského království a jako 29letý svobodník se vrátil na Korsiku roku (1755) a v čele korsických vlastenců bojoval proti janovským (Korsika patřila Janovské republice).
Podařilo se mu vytlačit uchvatitele z vnitrozemí a janovská nadvláda pak byla omezena jen na několik přístavů a jejich bezprostřední okolí. Pascal Paoli pak de facto vládl Korsice a vypracoval spolu se svým přítelem a pravou rukou právníkem Carlem Buonapartem (pozdější otec Napoleona) demokratickou ústavu.
Když Janované prodali 15. května 1768 ostrov Francii, pokračoval Pascal Paoli v boji dále tentokrát proti Francouzům. Ti vylodili na Korsice expediční sbor o 22 000 vojácích a pod velením hraběte de Vaux postupně opanovali celý ostrov.
Dne 9. května 1769 došlo k rozhodující bitvě u Ponte Nuovo, kde Pascal Paoli s 10 000 bojovníky byl poražen, což vedlo k jeho nucené emigraci do Velké Británie. Dále se pokoušel zasazovat o suverenitu Korsiky, ale již pouze diplomatickou cestou, tedy styky s tehdejšími politiky jako byl např. Fridrich Veliký, papež, tuniský bej, turecký sultán atd.

 
V roce 1793 s britskou pomocí znovu dobyl ostrov, ale již roku 1796 ho Francouzi získali zpět.

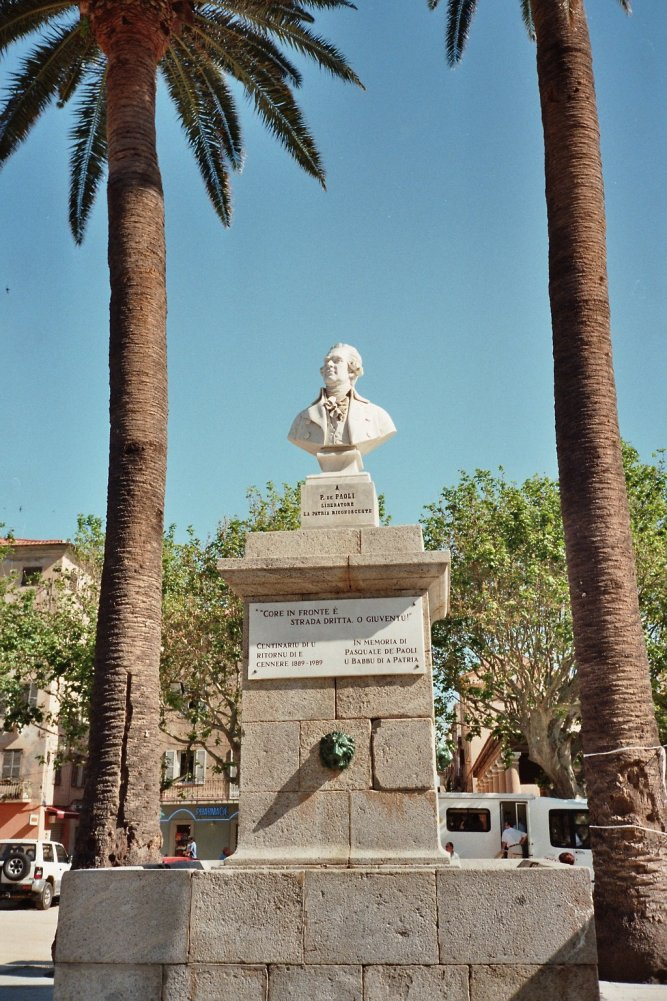
Busta Pascala Paoliho na náměstí v L'Île-Rousse

Názory na budoucnost Korsiky rozdělily Paoliho a Carla Buonaparta, když proti nezávislosti viděné Paolim jako jediná zdravá možnost postavil Carlo Buonaparte úzkou spolupráci s Francií jako perspektivní a nadějnější alternativu. Znesváření obou protagonistů vyvrcholilo pak nucenou emigrací rodiny Buonaparte do Francie. Paoliho činnost na Korsice je dodnes nezapomenutelná, s jeho aktivitami je spojeno založení dodnes jediné korsické university v Corte i výstavba města L'Île-Rousse. Pro Korsičany zůstal Pascal Paoli národním hrdinou a je nazýván „U Babbu“ (otec).

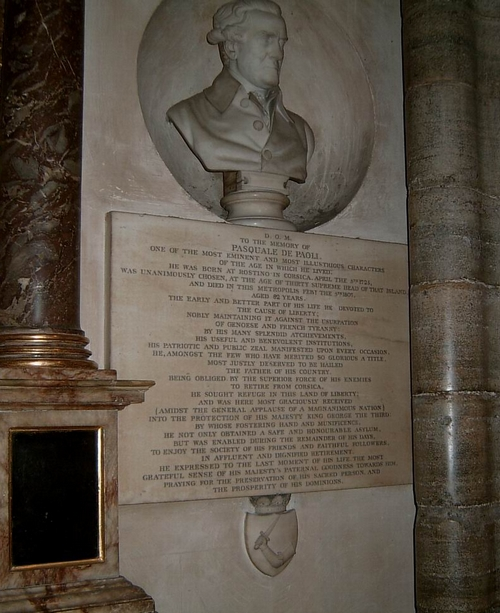
Busta korsického politika Pascala Paoliho, od Johna Flaxmana, Westminster Abbey, Londýn